# Zabrze
Zabrze (výslovnost [zabže], rod střední; v letech 1915–1946 Hindenburg; slezsky Zŏbrze) je město a městský okres v jižním Polsku ve Slezském vojvodství. Žije zde přibližně 157 tisíc obyvatel. Leží na historickém území Horního Slezska na řece Bytomce, sousedí s Bytomí, Hlivicemi a Slezskou Rudou. Je součástí dvoumilionové katovické konurbace.
Dějiny města úzce souvisí s objevem ložisek černého uhlí na konci 18. století a následnou prudkou industrializací oblasti. V roce 1905 spojením Starého Zabrze, Malého Zabrze a Dorotheendorfu vznikla obec Zabrze, která čítala přes 50 tisíc obyvatel a byla označována za „největší vesnici Evropy“. Přestože urbanistickou a sociální strukturou měla městský charakter, získala status města až v roce 1922 po rozdělení Horního Slezska mezi Německo a Polsko. Zatímco vlastní Zabrze přejmenované během první světové války na počest maršála Paula von Hindenburga zůstalo na německé straně, některé dnešní městské části patřily už k Polsku. Po druhé světové válce byl k Polsku připojen i zbytek území a připojením dalších obcí v 50. letech získalo město současnou podobu.
V moderní době proslavily Zabrze zejména fotbalový klub Górnik Zabrze, německý spisovatel dětské literatury Janosch, Slezské centrum srdečních chorob (Śląskie Centrum Chorób Serca), kde v roce 1985 provedl tým Zbigniewa Religy první transplantaci srdce v Polsku, a také řada industriálních památek v čele s Hornickým skanzenem Královna Luisa a Muzeem dolu Guido. Městem procházejí dálnice A1 a A4 a páteřní železniční trať Katovice – Vratislav.

## Historie

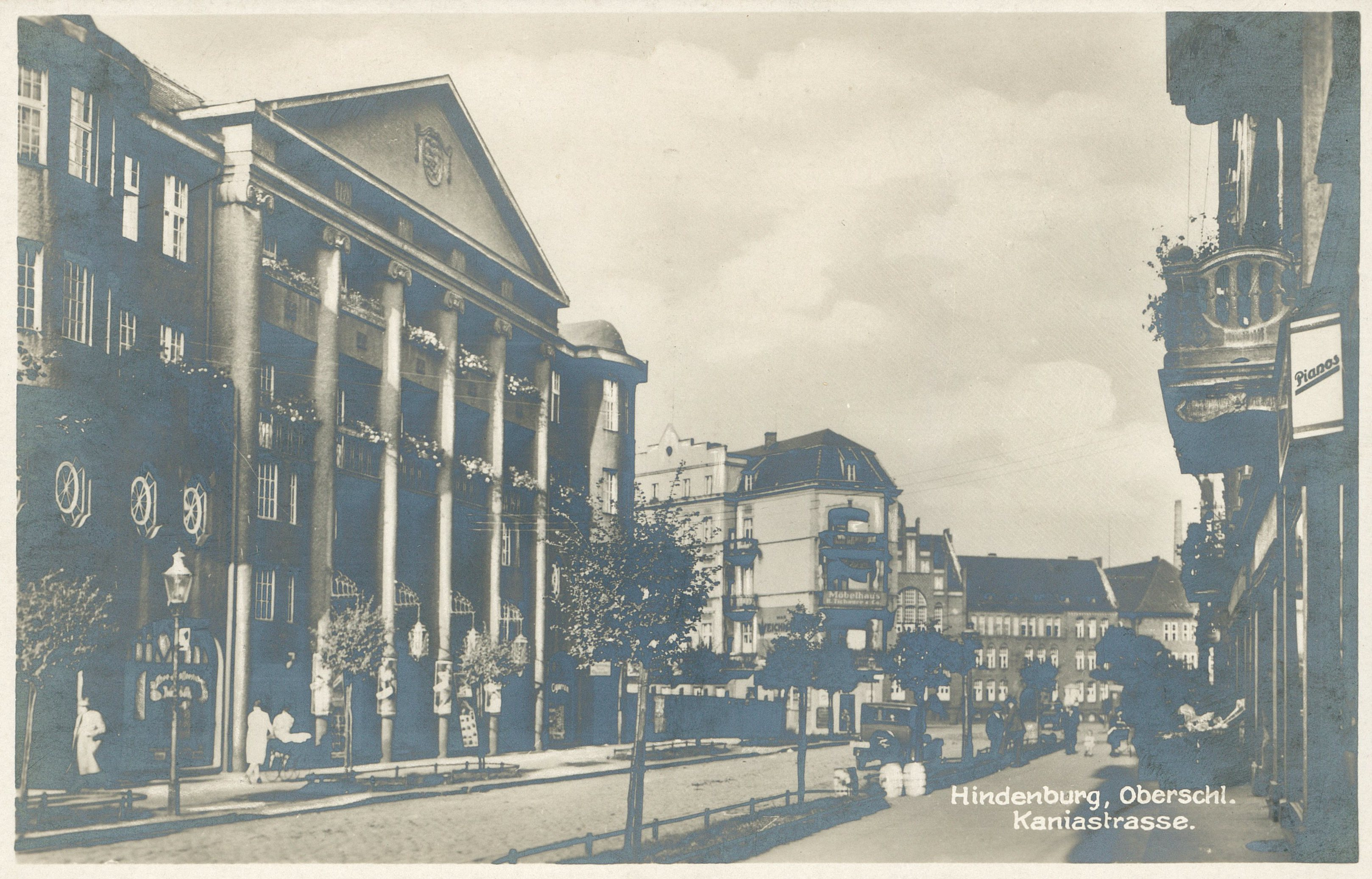
Meziválečný Hindenburg – dnešní ulice Padlewskiego

První zmínka o obci Zabrze (v latinském zápisu Sadbre – název pochází od slova „debř“ a znamená osadu za debřemi, tj. za dolinami s lesními houštinami, srov. městské části Debř v Mladé Boleslavi a Mělníce) pochází z listiny Liber fundationis episcopatus Vratislaviensis sepsané za biskupa Jindřicha I. z Vrbna kolem roku 1305. Během velké kolonizace ve 13. a 14. století vznikly na území dnešního města rovněž Biskupice (německy Biskupitz, poprvé zmiňované již v roce 1243), Grzybowice (Pilzendorf), Makoszowy (Makoschau), Mikulczyce (Mikultschütz), Rokitnica (Rokittnitz), Zaborze. Jednalo se o zemědělské vesnice, které po staletí sdílely osud Opolského, Hlivického nebo Bytomského knížectví. Byly součástí zemí Koruny české a po rozdělení Slezska v roce 1742 připadly Prusku. Od roku 1871 ve sjednoceném Německu.
V letech 1774–1776 byly v rámci kolonizační akce Fridricha Velikého založeny osady Dorotheendorf (Dorota), Kunzendorf (Kończyce), Mathesdorf (Maciejów), Paulsdorf (Pawłów) a Sand Kolonie zvaná později Malé Zabrze (původní vesnice dostala přívlastek Staré Zabrze). Tehdejším majitelem zdejšího panství byl Mathias von Wilczek, představitel šlechtického rodu Wilczků původem z Těšínska, a názvy nových osad byly odvozeny od jmen členů jeho rodiny (žena Dorothea, synové Paul a Konrad).

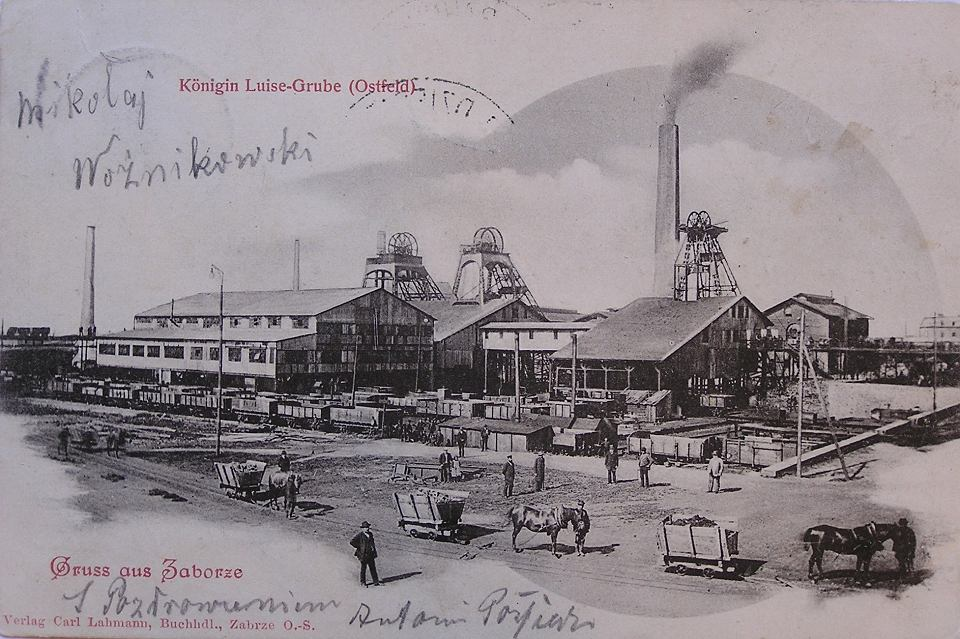
Důl Königin Luise na pohlednici z 19. století

V roce 1790 objevil hormistr Salomon Isaac mělce uložená ložiska černého uhlí mezi Zaborzem a Paulsdorfem. Vzápěti vznikl důl pojmenovaný od roku 1810 Königin Luise (Královna Luisa), který otevírá novou kapitolu v dějinách budoucího města. Pro její potřeby byla od roku 1799 stavěna Hlavní klíčová dědická štola – podzemní kanál mezi Königin Luise a Königsgrube v dnešním Chořově, s více než 14 kilometry nejdelší stavba toho typu v Evropě – napojená na Klodnický průplav, který po dokončení v roce 1812 spojil hornoslezskou uhelnou pánev s Odrou. V 19. století vyrůstaly další doly, železárny a továrny, například Donnersmarkovy železárny (Donnersmarckhütte) v roce 1851, důl Guido v roce 1855 či hornicko-hutnický kombinát Borsigwerke v letech 1863–1868.

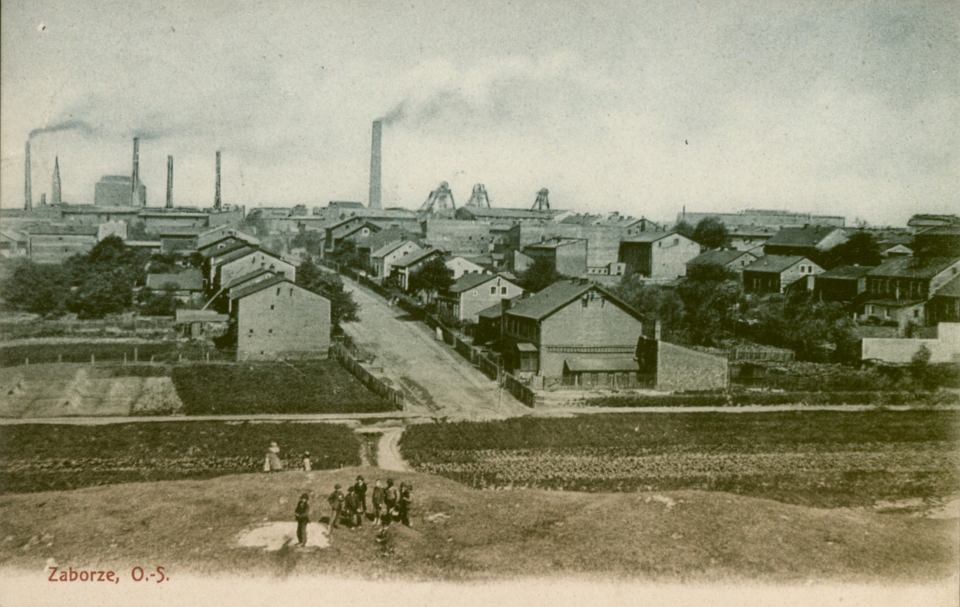
Dělnická kolonie v Zaborzi na pohlednici z 19. století

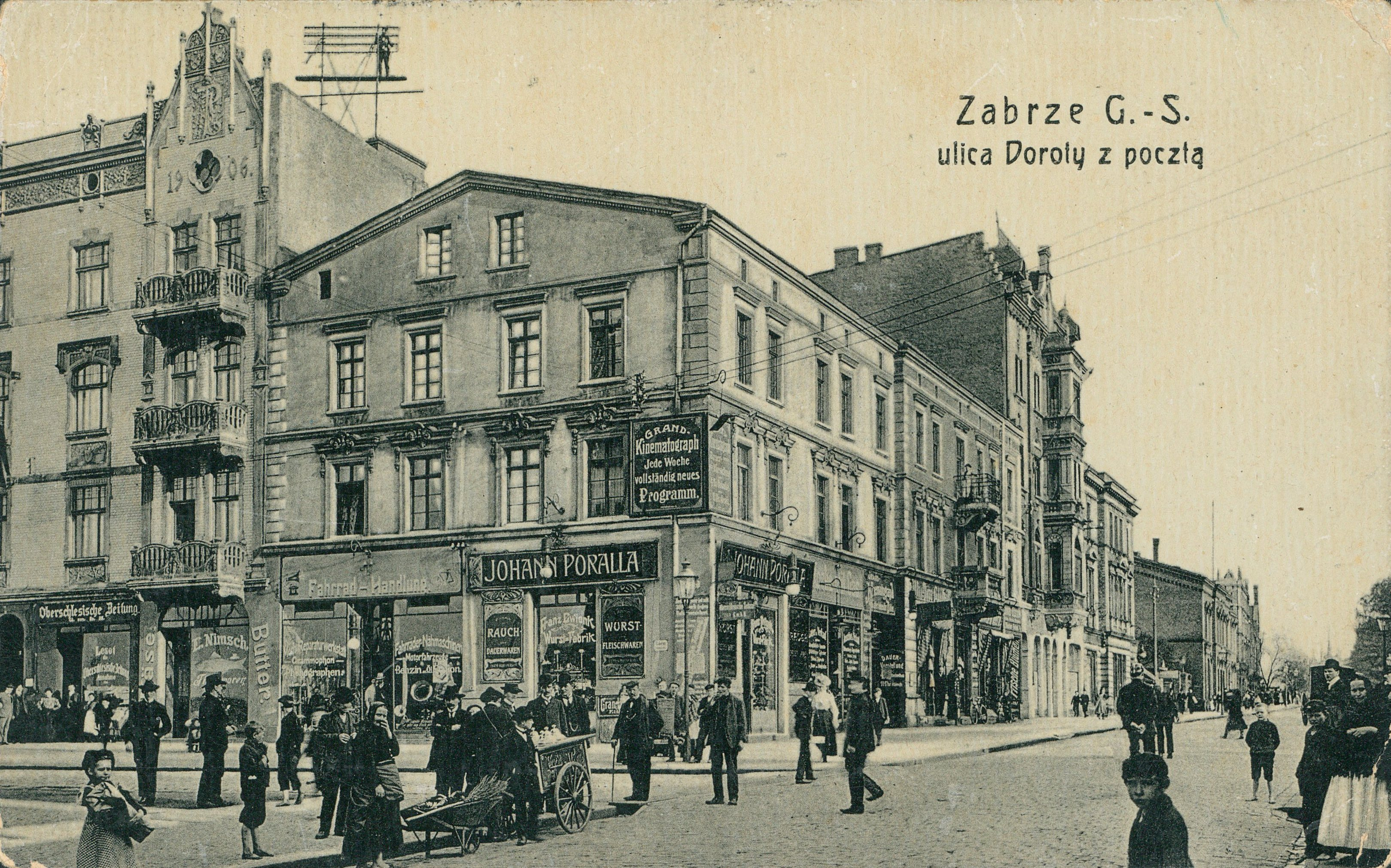
Dnešní ulice 3 Maja na začátku 20. století

Okolní krajina se začala nevratně proměňovat. S přílivem nových obyvatel vznikaly dělnické kolonie s typickými „familoky“. V letech 1819–1830 byla vytyčena Kronprinzstrasse – silnice s Královy Huti (Chořova) do Hlivic, dnešní ulice Wolności (Svobody), která se stala novou urbanistickou osou. Mezi Malým Zabrzem a Dorotheendorfem byla vybudována stanice Hornoslezské dráhy, železniční magistrály spojující Vratislav s rakouskou hranicí u Myslovic. První vlak sem přijel 1. října 1845. Kolem nádraží se postupně vyvinulo dnešní centrum s činžovními domy a veřejnými budovami typicky městského charakteru.
Vydělením z jižní části okresu Bytom vznikl v roce 1873 okres Zabrze se sídlem v tehdy šestitisícovém Starém Zabrzi, které však i nadále nemělo status města. Součástí okresu Bytom zůstala Rokitnica, Mikulczyce a Grzybowice zase spadaly pod okres Tarnovské Hory. Roku 1905 došlo k administrativnímu spojení Starého Zabrze, Malého Zabrze a Dorotheendorfu. Dohromady čítaly 55 643 obyvatel a přezdívalo se jim „největší vesnice Evropy“. Do roku 1910 se populace zvýšila na 63 373 osob, z toho 61,7 % německojazyčných, 26 % polsky nebo „vasrpolsky“ mluvících a 12,2 % dvojjazyčných. Přes 10 tisíc obyvatel měly rovněž Biskupice (13 964, z toho 39,2 % německo-, 50,6 % polsko- a 10,1 % dvojjazyčných), Mikulczyce (13 823, z toho 18,4 % německo-, 76,2 % polsko- a 5,3 % dvojjazyčných) a Zaborze včetně dělnické kolonie Poremba (27 065, z toho 32,8 % německo-, 60,5 % polsko- a 6,5 % dvojjazyčných). Ve všech obcích převažovali katolíci.
V roce 1915 byla obec Zabrze přejmenována na Hindenburg na počest polního maršála Paula von Hindenburga. V hornoslezském plebiscitu po první světové válce se 58,4 % hlasujících v Hindenburgu, 56,6 % v Biskupicích a 58,7 % v Zaborzi vyslovilo pro setrvání v Německu. Připojení k Polsku naopak zvolila většina v Grzybowicích, Kunzendorfu, Makoszowech, Mathesdorfu, Mikulczycích a Rokitnici. V Paulsdorfu vyšla remíza s rozdílem 52 hlasů. O rozdělení sporného území nakonec rozhodla Rada Společnosti národů v říjnu 1921 (s platností od roku 1922), a to takovým způsobem, že Hindenburg a většina dnešních městských částí zůstala ve Výmarské republice jako pohraniční obce, kdežto Kunzendorf, Makoszowy a Paulsdorf byly připojeny k autonomnímu Slezskému vojvodství v Polsku.
1. října 1922 získala obec Hindenburg status města. Roku 1927 k němu byly připojeny Biskupice, Mathesdorf, Zaborze a malý kus Sośnice (zbytek se stal městskou částí Hlivic). Populační boom v meziválečném období souvisel nejen s rozvojem průmyslu, ale i přílivem vystěhovalců z části Slezska přiznané Polsku. Do roku 1933 vystoupal počet obyvatel na 131 309. V letech 1933–1935 prošlo centrum města přestavbou, v rámci které vzniklo centrální náměstí Peter-Paul-Platz, dnešní Plac Wolności. V roce 1936 byla dokončena Říšská dálnice č. 29 (Reichsautobahn 29) z Vratislavi do Bytomi, která vedla přes Mathesdorf, Mikulczyce a Biskupice. Uvažovalo se o vytvoření Trojměstí Hlivice-Zabrze-Bytom (Dreistädteeinheit Gleiwitz-Hindenburg-Beuthen).
Rudá armáda obsadila Hindenburg 27. ledna 1945. Město neutrpělo válečné škody, ale po příchodu Sovětů bylo zplundrováno. Přes 10 tisíc mužů bylo odvlečeno na nucené práce do Sovětského svazu. Na základě Jaltské a Postupimské dohody došlo k připojení Zabrze (historický název byl formálně obnoven v květnu 1946) k Polsku. V roce 1948 čítalo 125 058 obyvatel, z toho 63,6 % tvořili starousedlíci a 36,4 % nově příchozí – polští repatrianti z východních území postoupených SSSR a osadníci z polského vnitrozemí. V roce 1951 byly připojeny Grzybowice, Kończyce (Kunzendorf), Makoszowy, Mikulczyce, Pawłów (Paulsdorf) a Rokitnica. O dva roky později došlo k přičlenění sídliště Helenka, které dříve patřilo obci Stolarzowice (dnes městská část Bytomi). Do roku 1963 následovaly ještě kosmetické změny hranic s Hlivicemi a Slezskou Rudou.

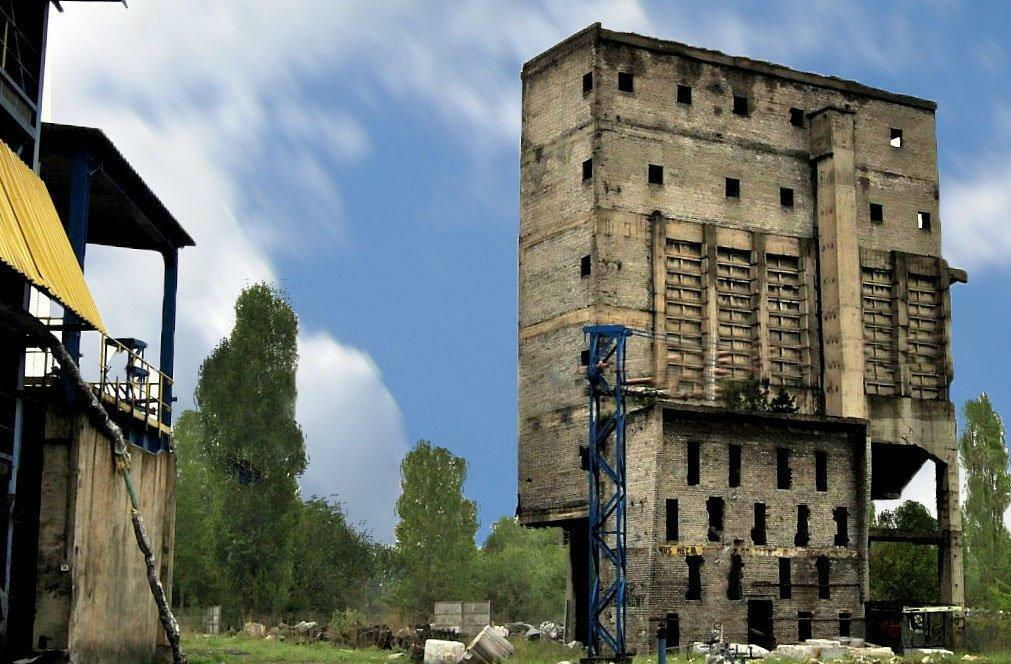
Industriální ruiny – koksovna Concordia v roce 2010

V období socialismu byla postavena řada panelových sídlišť v různých městských částech. Vzhled centra poznamenala v 60. letech výstavba sídliště Barbary s šesti jedenáctipatrovými věžáky na místě asanované Schüllerovy kolonie. V roce 1983 vzniklo v Zabrzi Vojvodské kardiologické středisko (Wojewódzki Ośrodek Kardiologii, dnešní název Slezské centrum srdečních chorob – Śląskie Centrum Chorób Serca), kde o dva roky později provedl tým Zbigniewa Religy první transplataci srdce v Polsku. Roku 1991 dosáhlo město svého populačního maxima – čítalo 205 789 obyvatel. Od té doby jejich počet v souvislosti s útlumem těžkého průmyslu systematicky klesá. V letech 2008–2014 byl jižní částí města protažen Silniční diametr propojující katovickou konurbaci v ose východ–západ (Drogowa Trasa Średnicowa). Za oběť mu padla kromě jiného stará dělnická kolonie v Porembě včetně rodného domu věhlasného spisovatele Janosche (Horsta Eckerta).

## Městské části

Městské části Zabrze

Od roku 2012 se Zabrze oficiálně dělí na 18 městských částí:
- Biskupice (Biskupitz) – jedna z původních vesnic připojená v roce 1927; rozkládá se na severovýchodě města směrem na Bytom; její součástí je i Borsigova kolonie;
- Centrum Południe (= Centrum Jih) – část centra jižně od železniční trati, zahrnuje historickou obec Dorotheendorf (Dorota) a Matejkovo sídliště (Osiedle Matejki);
- Centrum Północ (= Centrum Sever) – část centra severně od železniční trati, zahrnuje původní vesnici Zabrze (Staré Zabrze, Alt-Zabrze) a centrální náměstí Svobody (Plac Wolności);
- Grzybowice (Pilzendorf) – jedna z původních vesnic připojená v roce 1951; nachází se na severozápadním okraji města;
- Guido – mezi městskými částmi Centrum Południe a Kończyce, zahrnuje též velkou část Lesoparku Slezských povstalců (Park Leśny imienia Powstańców Śląskich); název je odvozen od dolu Guido;
- Helenka – nejsevernější výběžek Zabrze, sídliště připojené v roce 1954; původně součást Stolarzowic, které jsou městskou částí Bytomi;
- Kończyce (Kunzendorf) – obec připojená v roce 1951, rozkládá se na jihu města;
- Maciejów (Mathesdorf) – obec připojená v roce 1927, rozkládá se v západní části města směrem na Hlivice;
- Makoszowy (Makoschau) – jedna z původních vesnic připojená v roce 1951, rozkládá se na jihozápadním okraji města;
- Mikulczyce (Mikultschütz, v letech 1936–1945 Klausberg) – jedna z původních vesnic připojená v roce 1951, rozkládá se v severní části města;
- Osiedle Mikołaja Kopernika (= Koperníkovo sídliště) – panelové sídliště sousedící s Mikulczycemi;
- Osiedle Młodego Górnika (= Sídliště mladého horníka) – částečně dělnická kolonie a částečně panelové sídliště pro zaměstnance dolu KWK Pstrowski na severovýchodním okraji města u hranice s Bytomí;
- Osiedle Tadeusza Kotarbińskiego (= Kotarbińského sídliště) – panelové sídliště a přilehlá zástavba navazující na Centrum Północ;
- Pawłów (Paulsdorf) – obec připojená v roce 1951, rozkládá se v jihovýchodní části města;
- Rokitnica (Rokittnitz, v letech 1936–1945 Martinau) – jedna z původních vesnic připojená v roce 1951 a na ni navazující soubor sídlišť z první a druhé poloviny 20. století; rozkládá se v severní části města;
- Zaborze Południe (= Zaborze Jih) – část Zaborze jižně od Silničního diametru (Drogowa Trasa Średnicowa) s převahou starých dělnických kolonií;
- Zaborze Północ (= Zaborze Sever) – část Zaborze severně od Silničního diametru, zahrnuje původní vesnici a nejrozlehlejší zabrzské panelové sídliště Poremba;
- Zandka – navazuje na Centrum Północ, tvoří ji hlavně historická dělnická kolonie pro zaměstnance Donnersmarckových železáren; název je odvozen od Sand Kolonie, prvního pojmenování Malého Zabrze;

## Pamětihodnosti

### Industriální památky

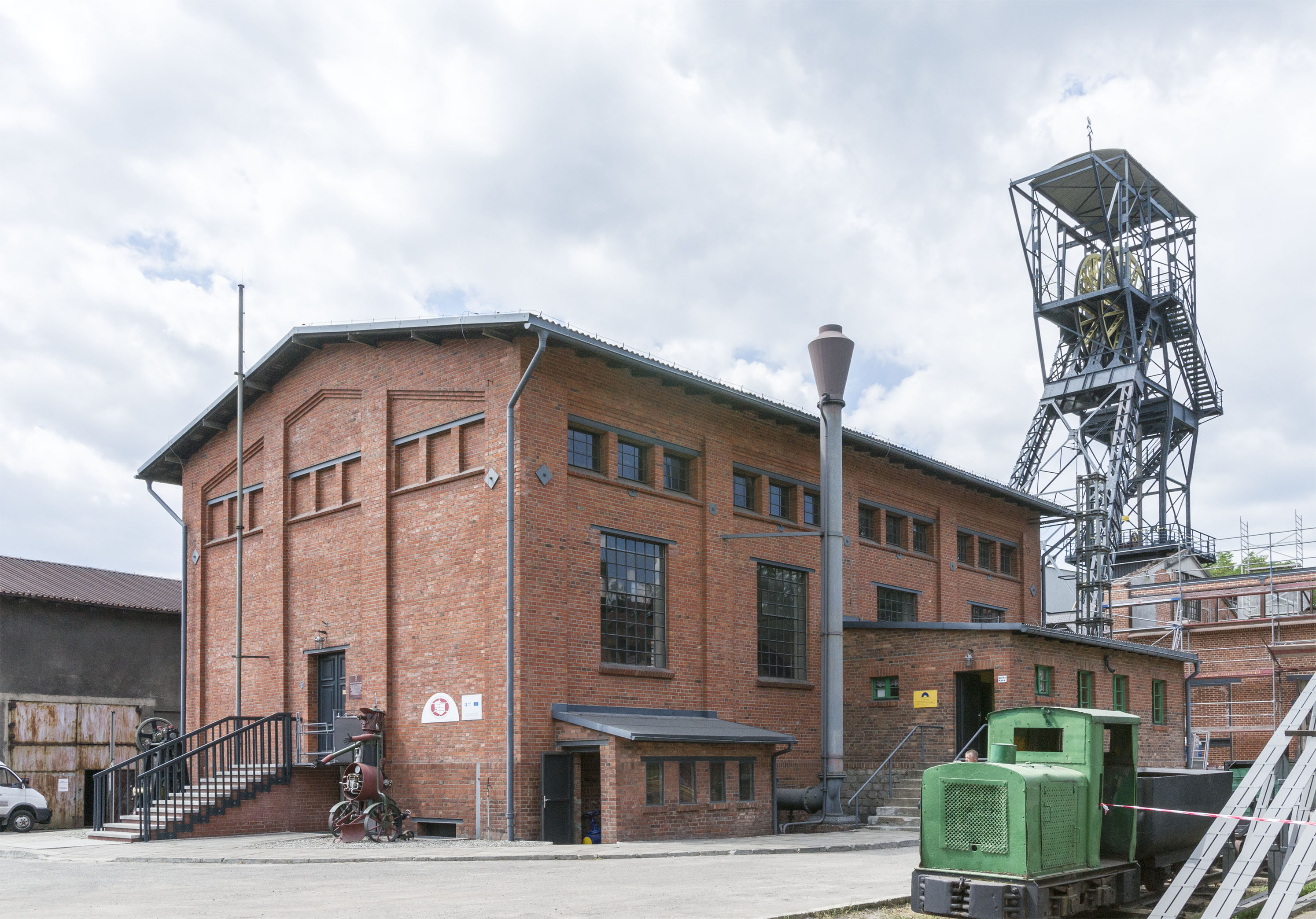
Hornický skanzen Královna Luisa – šachta Carnall

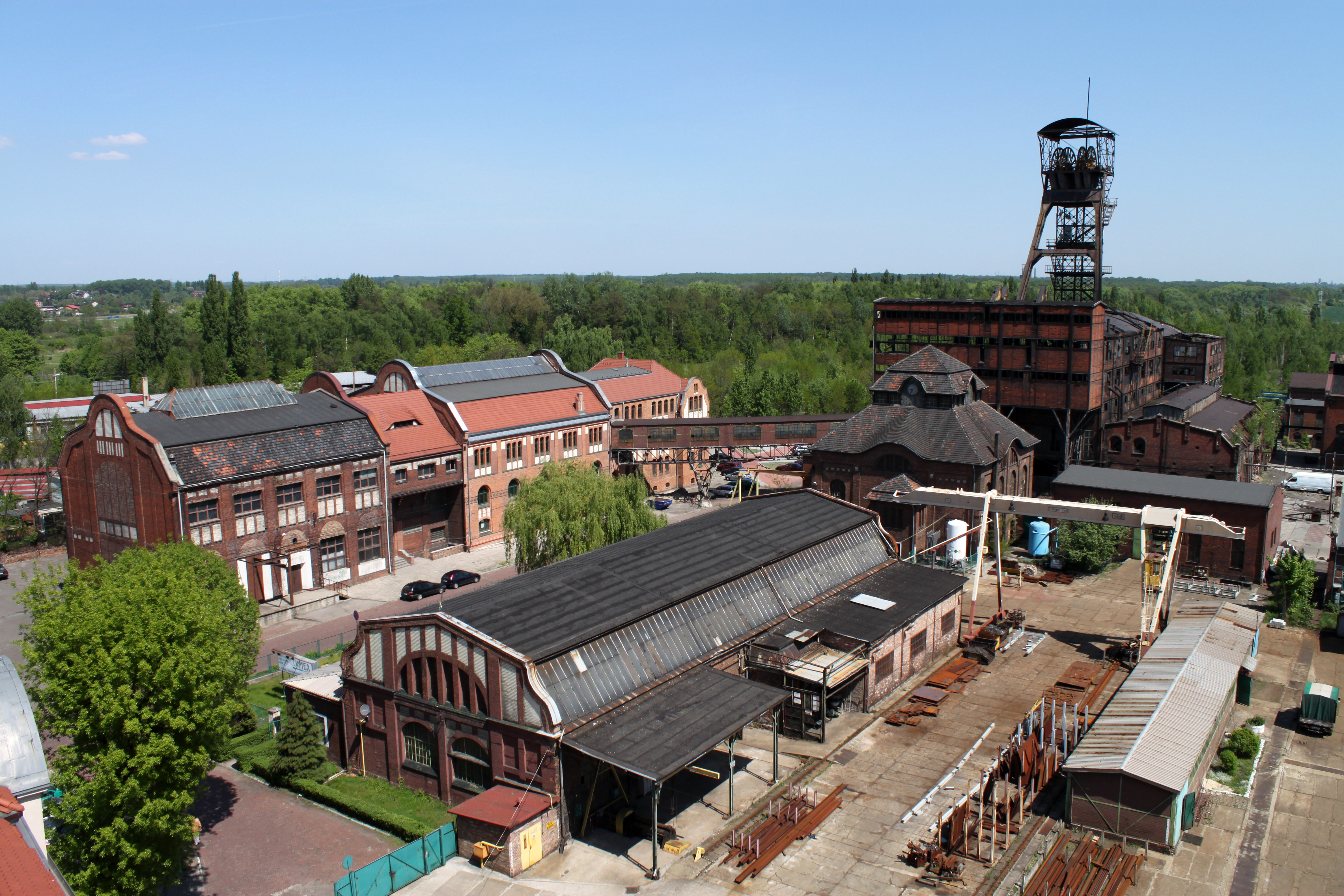
Důl Ludwik

- Hornický skanzen Královna Luisa (Królowa Luiza) – turistický komplex v areálu bývalého dolu Königin Luise, nejstaršího zabrzského dolu existujícího od roku 1791 do roku 1998; tvoří jej tři části: naučný Park 12C u šachty Wilhelmine propojený s Parkem vojenské techniky (ulice Mochnackiego), soubor budov u šachty Carnall (strojovna, kompresorovna, řetízková šatna) s muzejními expozicemi (ulice Wolności v městské části Zaborze) a tří podzemních turistických okruhů včetně Vodního okruhu (vstup z ulice Miarki nebo Mochnackiego), který zahrnuje plavbu 1 100 m dlouhým zpřístupněným úsekem Hlavní klíčově dědické štoly (Główna Kluczowa Sztolnia Dziedziczna) – vodního kanálu z 19. století původně spojujícího Zabrze a Chořov;[19]
- Důl Guido – důl založený v roce 1885; těžba probíhala do roku 1962, potom v letech 1967–1996 sloužil jako experimentální důl pro testování nových strojů, veřejnosti byl zpřístupněn v roce 2007; provádí se v hloubce 170, 320 a 355 metrů, v rámci okruhu Hornická šichta (Górnicza Szychta) je možná prohlídka nejhlubší úrovně dolu v plném vybavení horníka, během níž musí návštěvník vykonávat některé jeho úkoly; v hloubce 320 metrů vznikla Zóna K8 (Strefa K8) pro pořádání školení, konferencí, kulturních akcí apod.; nachází se v ulici 3 Maja v podle dolu pojmenované městské části Guido;[20]
- Důl Ludwik – původně pod názvem Ludwigsglück součást hornicko-hutnického kombinátu Borsigwerke (Borsigovy závody), po druhé světové válce spojená s Concordiou do KWK Ludwik-Concordia; fungoval od roku 1873 do 80. let 20. století; charakteristický komplex dochovaných budov (strojovna šachty Konrad, řetízková šatna, kanceláře, dělnická ubytovna a další) pochází z období 1910 až 1918; od roku 2008 provozuje v části areálu kulturní činnost spolek Kopalnia Sztuki (Důl umění); nachází se v Biskupicích v ulici Hagera;[21]
- Šachta Maciej – původně West-Schacht (Západní šachta) vyhloubená v roce 1922 pro důl Concordia, po druhé světové válce pod názvem Maciej součást KWK Ludwik-Concordia a KWK Wincenty Pstrowski; těžba probíhala do roku 1978, v roce 2014 byla dokončena adaptace pro turistické účely; nachází se v ulici Srebrna v městské části Maciejów (historický Mathesdorf);[22]
- Pozůstatky Donnersmarckových železáren (po druhé světové válce Huta Zabrze): dmychadlová hala ze 60. let 19. století a vodojem z roku 1871; většina areálu byla po zániku podniku v 90. letech zlikvidována a na jeho místě vzniklo v roce 2003 obchodní centrum Platan (Centrum Sever, ulice Bytomska);
- Vodojem v ulici Zamoyskiego – expresionistická stavba z roku 1909, v letech 2019–2021 proběhla její přestavba na rozhlednu s kavárnou a muzejními prostorami;

### Dělnické kolonie

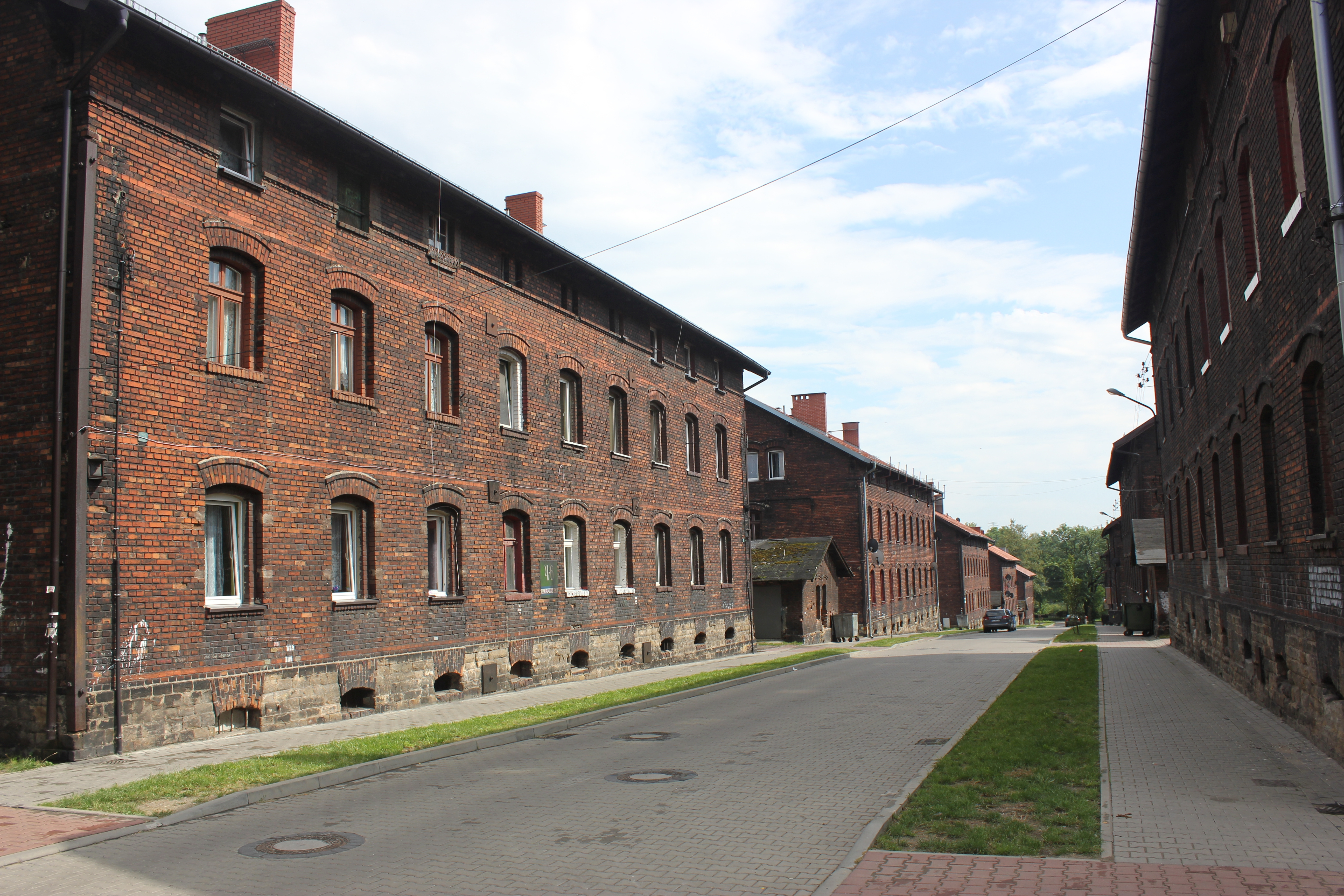
Borsigova kolonie

- Borsigova kolonie – sídliště v západní části Biskupic postavené v letech 1863–1871 pro zaměstnance hornicko-hutnického kombinátu Borsigwerke (Borsigovy závody);
- Ballestremova kolonie – sídliště postavené v Rokitnici v několik etapách mezi lety 1905 až 1935 pro zaměstnance dolu Castellengo hraběte Franza von Ballestrema; v ulici Szafarczyka se nacházejí čtyři experimentální domy s ocelovou konstrukcí z roku 1928/1929;
- Zandka – sídliště pro zaměstnance Donnersmarckových železáren z let 1903–1922; tvoří stejnojmennou městskou část;
- Zástavba městské části Zaborze Południe (Zaborze Jih) s „familoky“ (např. ulice Lompy), řadovkami (např. ulice Lompy a Napieralskiego) a dvojdomky (např. ulice Zjednoczenia a Barlickiego);

### Veřejné budovy

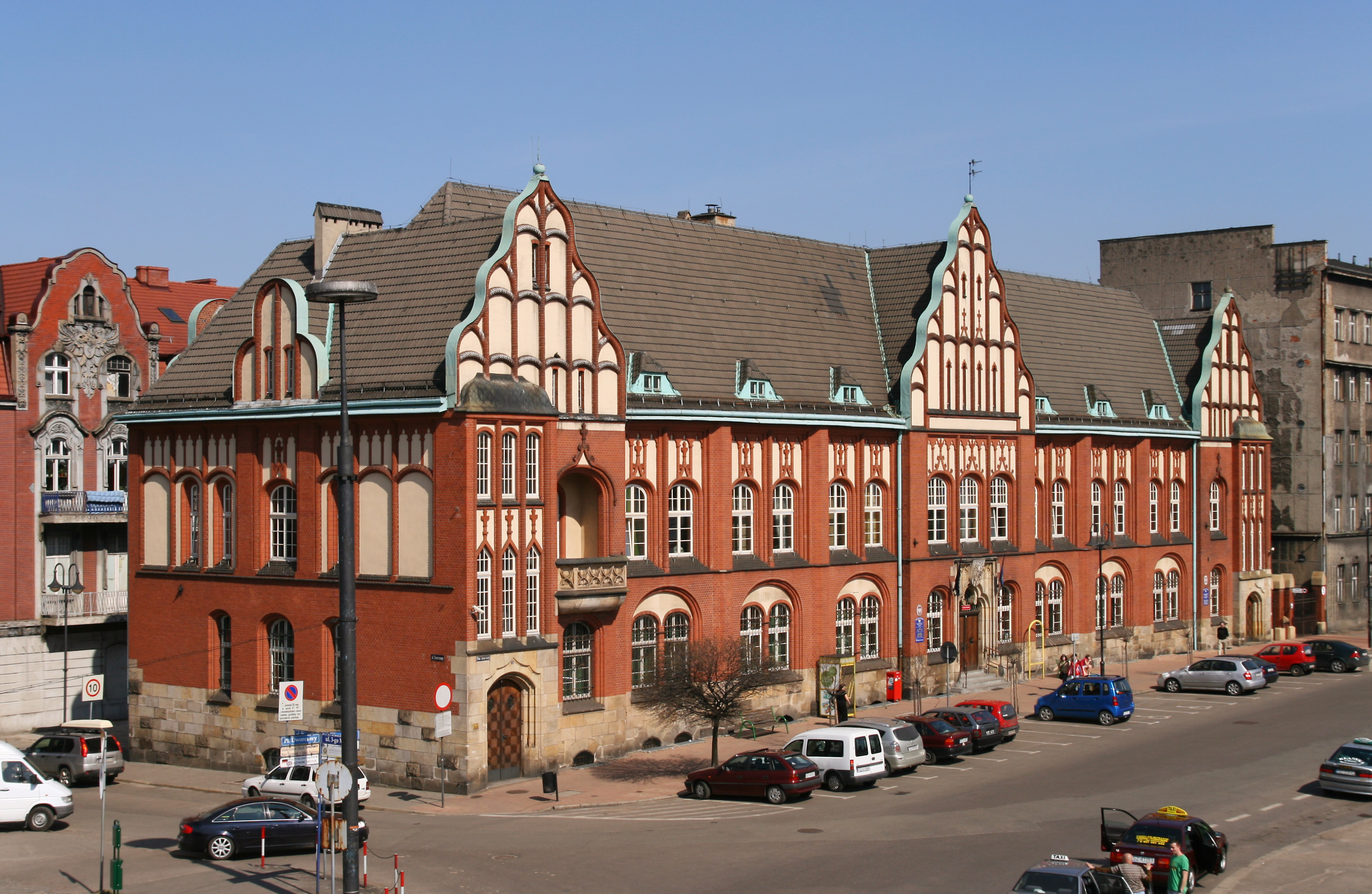
Hlavní pošta

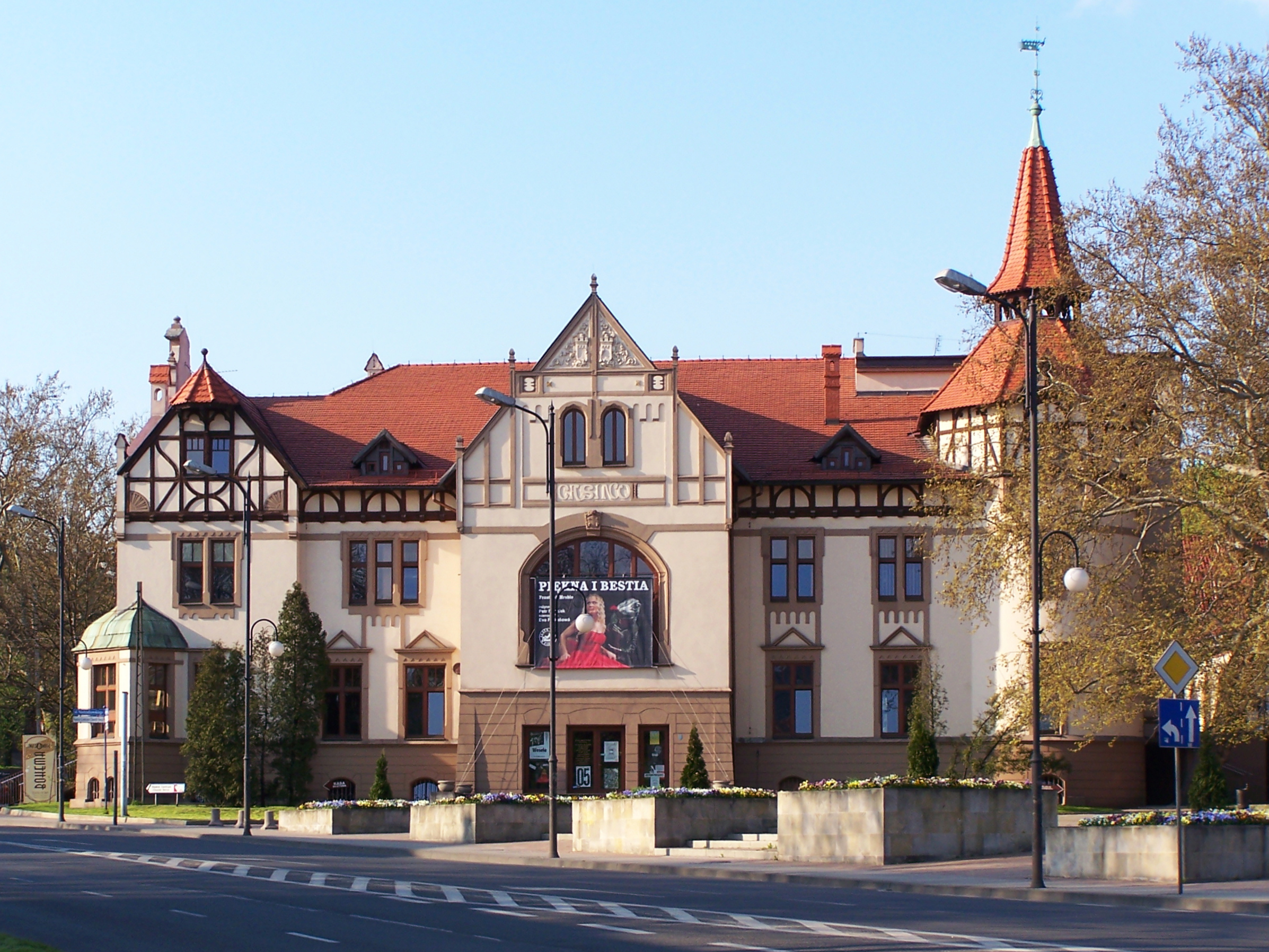
Nové divadlo

- Admiralspalast – funkcionalistický hotel (fungoval do roku 1995) s charakteristickou zaoblenou rohovou fasádou postavený v letech 1924–1927 (ulice Wolności 305);
- Hlavní pošta – novogotická z let 1909–1911 (Plac Dworcowy 1);
- Magistrát – původně ředitelství Donnersmarckových železáren, budova z roku 1907 (ulice Religi 1)
- Nové divadlo (Teatr Nowy im. Gustawa Morcinka) – secesní budova kasina Donnersmarckových železáren z roku 1901 (Plac Teatralny 1);
- Hasičská zbrojnice – původně budova závodního hasičského záchranného sboru Donnersmarckových železáren z roku 1907 (ulice Stalmacha 22);
- Fakultní nemocnice Slezské lékařské univerzity (Śląski Uniwersytet Medyczny) – původně nemocnice Hornoslezské bratrské pokladny postavená v areálu mezi dnešními ulicemi 3 Maja, Bohaterów Warszawskich a Krasińskiego mezi lety 1903 až 1907; charakteristickým stavebním prvkem je secesní vodárenská věž;
- Hornické muzeum (Muzeum Górnictwa Węglowego) – sídlí v novorenesanční budově okresního hejtmanství z roku 1875 (3 Maja 19); organizačně pod něj spadají i Hornický skanzen Královna Luisa a důl Guido;
- Okresní soud – novorenesanční budova z let 1892–1894 rozšířená o levé křídlo v roce 1907 (ulice 3 Maja 21);
- Základní škola Sobieského (Szkoła Podstawowa nr 5 im. Króla Jana III Sobieskiego) – původně katolická obecná škola, novogotická z roku 1905 (ulice Królewska 4);
- Základní škola Tuwima (Szkoła Podstawowa nr 36 im. Juliana Tuwima) – původně divčí gymnázium, novogotická budova z roku 1907 rozšířená o funkcionalistické jižní křídlo v roce 1927 (Plac Warszawski 6);
- Městské lázně, nyní bazén Aquarius – funkcionalistická budova z let 1927–1929 (Plac Krakowski 10);
- Městská spořitelna – funkcionalistická budova z roku 1929, po druhé světové válce sídlo městského výboru komunistické strany a kanceláře státního podniku Mostostal (ulice Wolności 262);
- Radnice v Mikulczycích – secesní z roku 1911 (ulice Tarnopolska 80);

### Kostely

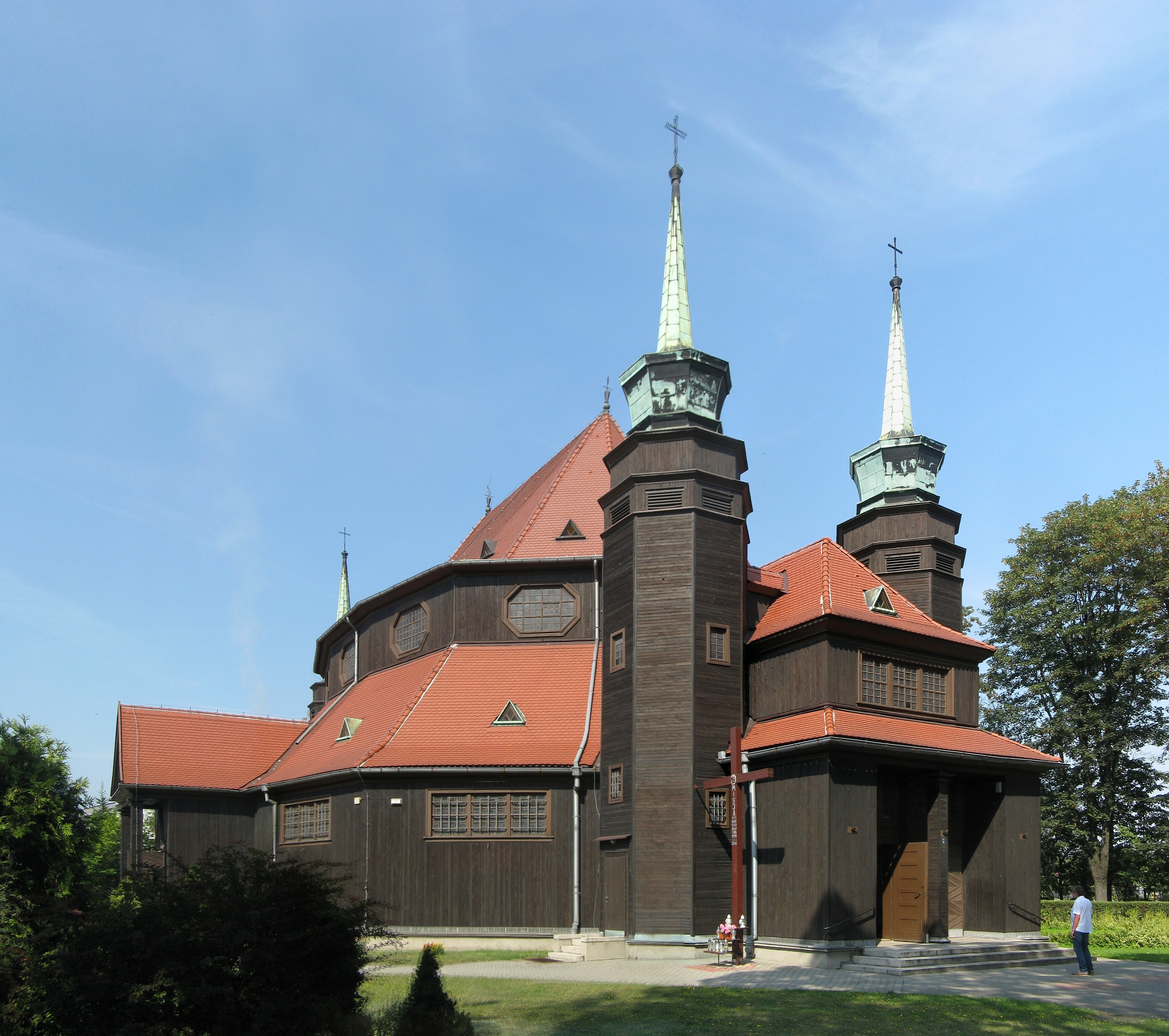
Kostel svaté Hedviky

- Římskokatolický kostel svatého Jana Křtitele v Biskupicích (ulice Bytomska 37) – novogotický z roku 1863 s kryptou rodiny Ballestremů;
- Římskokatolický kostel svatého Ondřeje ve Starém Zabrzi (ulice Wolności 196) – novogotický z roku 1868;
- Evangelický kostel Míru – novogotický z roku 1874 (ulica Marcina Lutra 10);
- Římskokatolický kostel svatého Vavřince v Mikulczycích (ulice Mariacka 1) – novogotický z roku 1894;
- Římskokatolický kostel svaté Anny v historické obci Dorotheendorf (ulice 3 Maja 18) – novorománský s novogotickými prvky z roku 1900;
- Římskokatolický kostel Nejsvětějšího Srdce Ježíšova v Rokitnici (ulice Wyszyńskiego 14) – se secesními prvky z roku 1912;
- Římskokatolický kostel svaté Hedviky v Zaborzi-Porembě – dřevěný z roku 1929 (ulice Wolności 504);
- Římskokatolický kostel svatého Josefa – funkcionalistický z roku 1931 (ulice Roosevelta 102);
- Evangelický kostel v Mikulczycích – dřevěný z roku 1937 (Brygadzistów 4);

### Ostatní

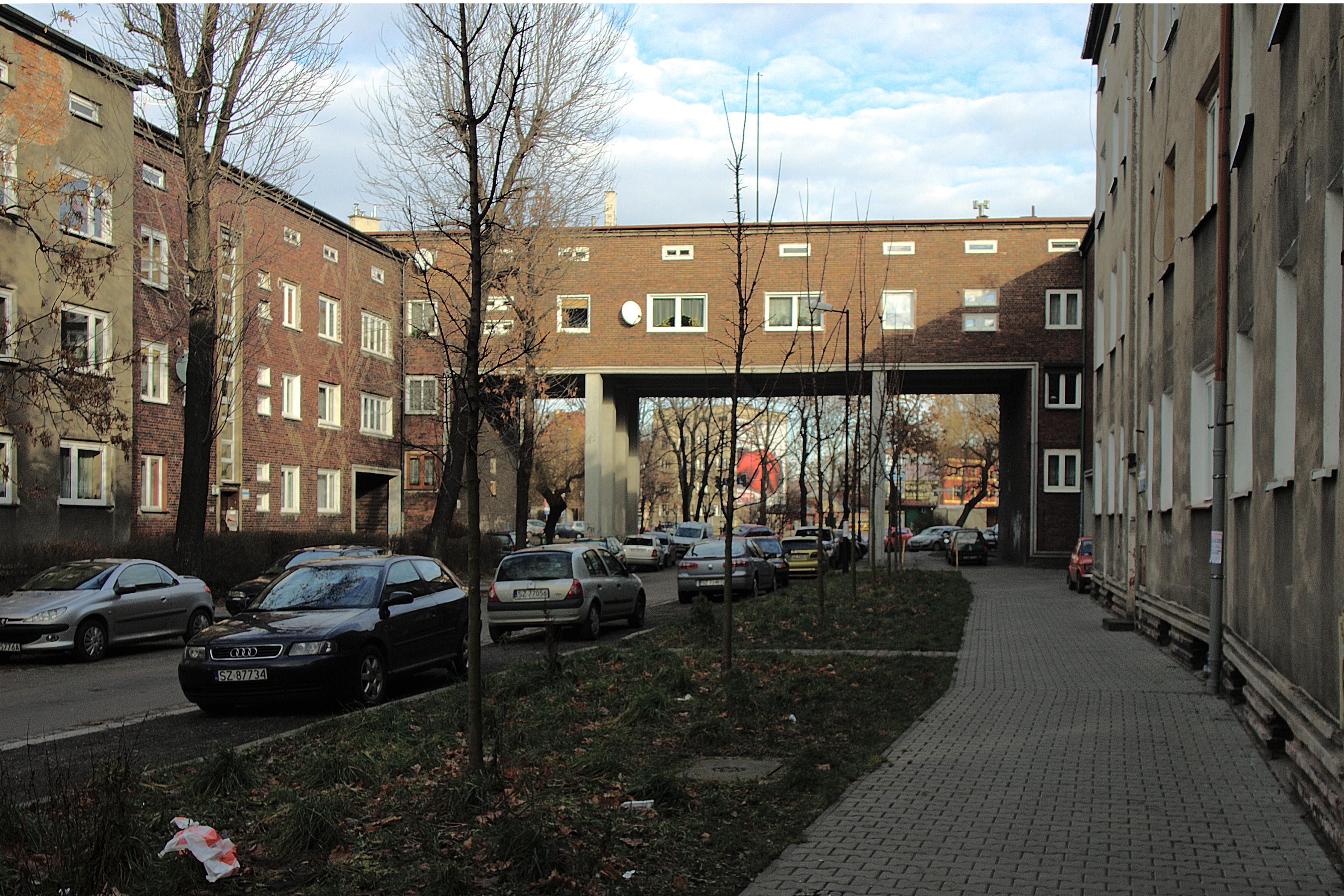
Michaeltor

- Ocelový dům – označení experimentálního obytného domu v ulici Cmentarna 7d, který byl postaven v roce 1927 během 26 dnů z prefabrikovaných ocelových panelů odlitých v Donnersmarckových železárnách; v Zabrzi se celkem nachází pět domů s ocelovou konstrukcí, ostatní v Ballestremově kolonii v Rokitnici;
- Michaeltor (Michalská brána) – funkcionalistický obytný komplex kolem dnešního Place Słowiańského (dříve Michaeltorplatz) a ulice Wyspiańskiego ze  30. let 20. století s charakteristickým propojením budov ve tvaru brány;
- Židovský hřbitov – založený v roce 1872, zachovalo se na 500 hrobů (ulice Cmentarna 15);

## Doprava

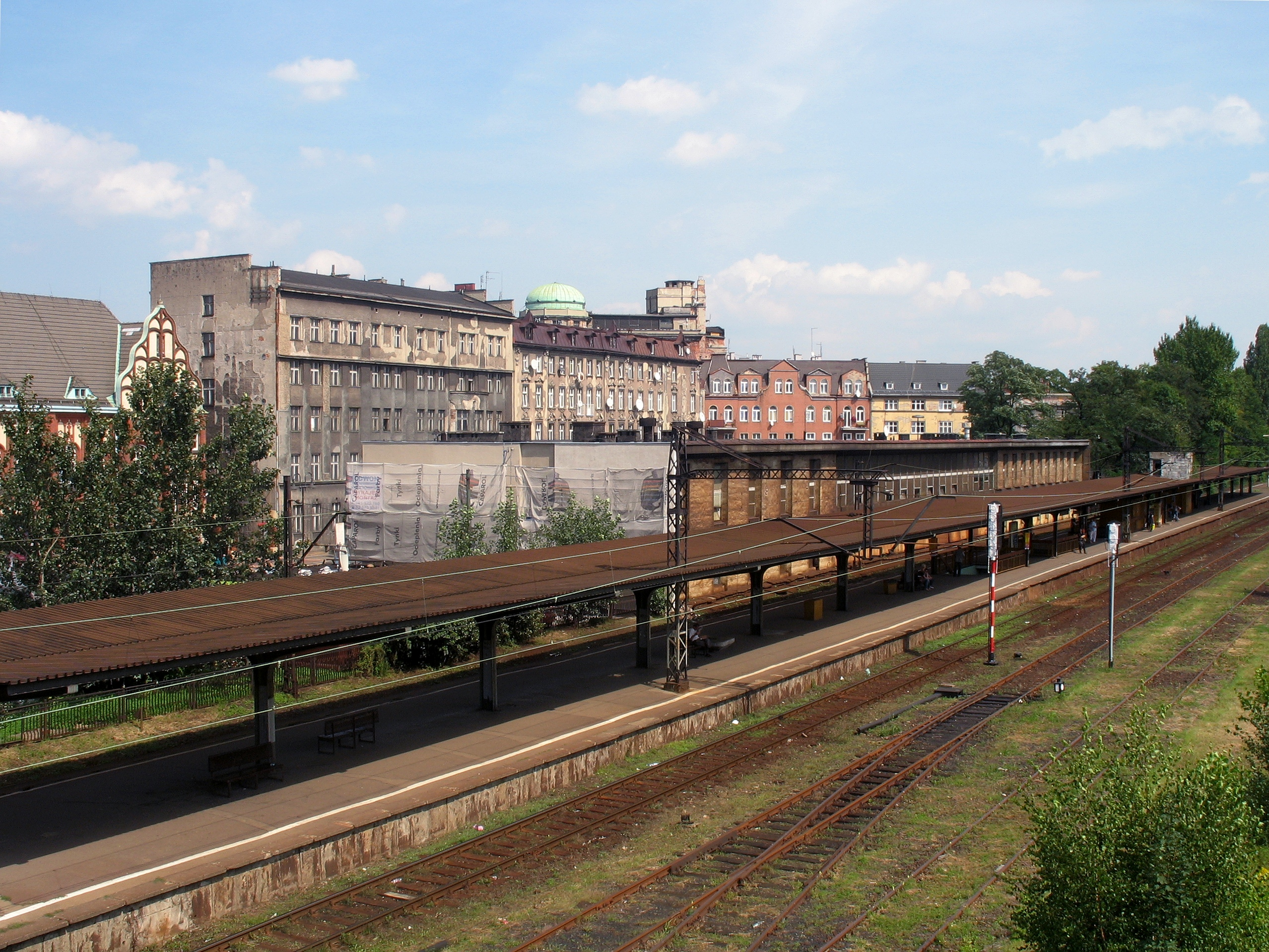
Stanice Zabrze

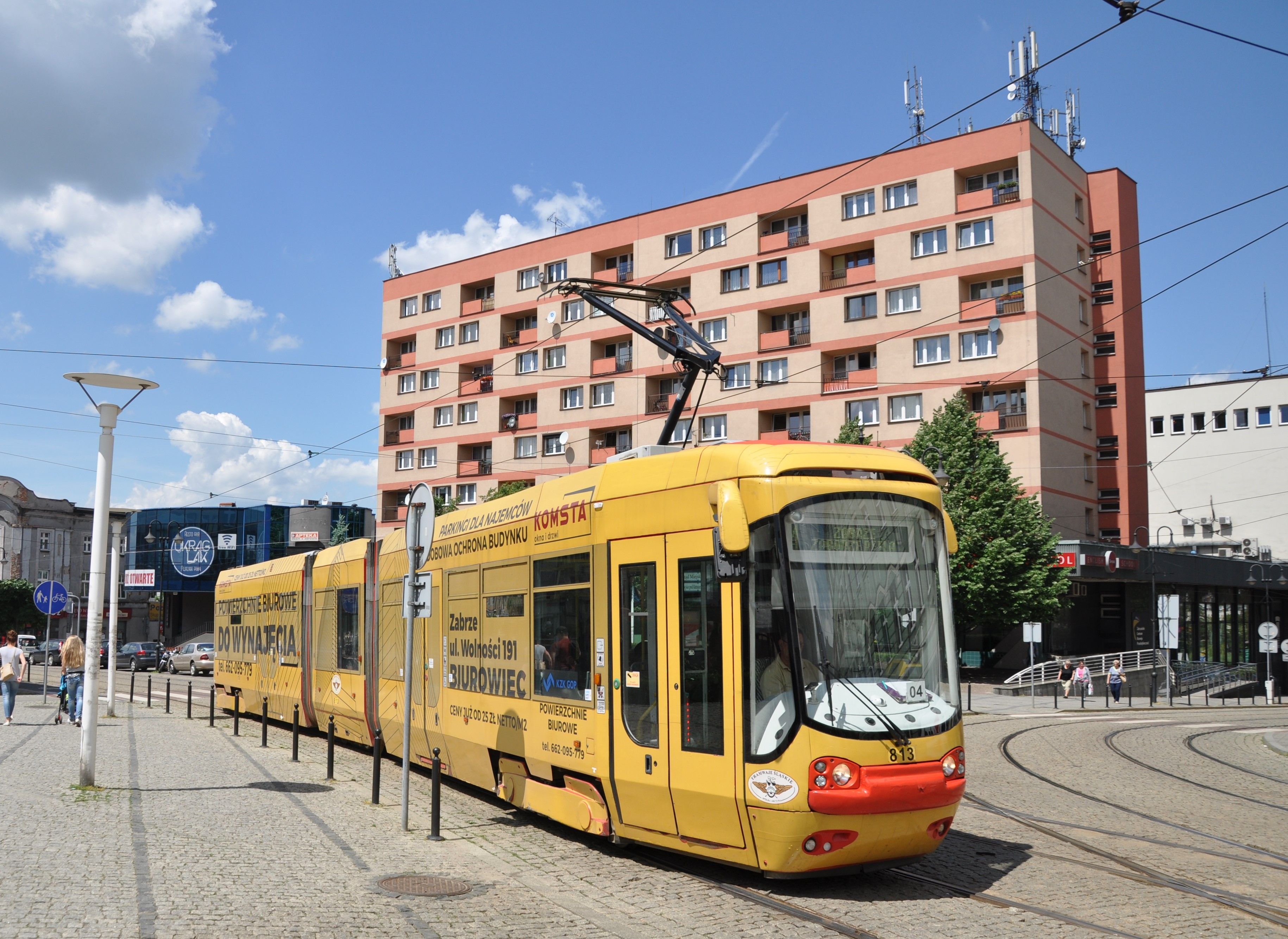
Tramwaj na náměstí Svobody (Plac Wolności)

Zabrze leží na železniční magistrále Katovice – Vratislav, historické Hornoslezské dráze, která je nyní součástí III. panevropského koridoru. Ve stanici Zabrze zastavují vlaky všech kategorií, včetně mezinárodních spojů do Berlína a Ostravy. Z polských měst mělo Zabrze v jízdním řádu 2020/2021 přímé spojení mj. se Štětínem a Svinoústím, Přemyšlí, Bělostokem, Poznaní, Lublinem či Varšavou. Regionální spoje (linka S1 Hlivice – Katovice – Čenstochová) provozuje společnost Koleje Śląskie (Slezské dráhy). Severní částí města prochází trať Hlivice – Bytom, na níž byl osobní provoz zastaven v roce 2013 a má být obnoven v prosinci 2021, nepočítá se však zatím s obnovou zrušených stanic Zabrze Biskupice a Zabrze Północ. Přes městskou část  Makoszowy vede alternativní trať z Hlivic do Katovic a její odbočka ve směru na Rybnik, osobní vlaky zde ale projíždějí území města bez zastavení. Pouze nákladní dopravě slouží trať Zabrze Biskupice – Pyskowice přes Mikulczyce.
Zabrze je napojeno na dálnici A1 (křižovatka Zabrze Północ v městské části Rokitnica a Gliwice Wschód několik desítek metrů za hranicí městské části Maciejów) a dálnici A4 (křižovatka Zabrze Południe v městské části Kończyce). Severní částí města (Rokitnica a Grzybowice) procházejí národní silnice č. 94 – tzv. „stará silnice“ Krakov–Vratislav – a národní silnice č. 78 spojující českou hranici u Bohumína se Svatokřížským vojvodstvím. Jako národní silnice č. 88 je označen úsek bývalé Říšské dálnice 29 Bytom – Vratislav, který vede přes Biskupice, Maciejów a Mikulczyce. Jižně od centra a Zaborzem prochází Silniční diametr katovické konurbace (Drogowa Trasa Średnicowa).
Městská hromadná doprava je zajišťována v rámci integrovaného systému katovické konurbace (Zarząd Transportu Metropolitalnego, ZTM), tvoří ji autobusy a tramvaje (viz tramvajová doprava v katovické konurbaci). Na území města jezdilo v roce 2021 pět tramvajových linek, z toho byly dvě vnitroměstské (3 z Mikulczyc do Makoszowů; 4 ze Zaborze do konečné Gliwice Zajezdnia, která se fakticky nachází 75 m za hranici Zabrze), zatímco ostatní spojovaly Zabrze s Bytomí a Slezskou Rudou. Centrálním přestupním uzlem jsou zastávky Plac Wolności (náměstí Svobody) a Karola Miarki v centru.

## Rodáci
- Andrzej Czok (1948–1986) – horolezec, himalájista, partner Jerzyho Kukuczky
- Karl Godulla (1781–1848) – podnikatel, jeden z největších průmyslových magnátů Horního Slezska první poloviny 19. století
- Curt Eisner (1890–1981) – entomolog a muzejník, badatel rodu Parnassius
- Janosch, vlastním jménem Horst Eckert (* 1931) – spisovatel, autor románů s hornoslezskou tematikou (Cholonek oder Der liebe Gott aus Lehm) a více než tří stovek knížek pro děti (mj. série s postavičkou Tigerente)
- Jerzy Gorzelik (* 1971) – historik umění a politik, lídr Hnutí autonomie Slezska
- Henryk Kasperczak (* 1946) – fotbalista (hráč polské reprezentace v letech 1973–1978) a fotbalový trenér působící v Mali, Maroku, Pobřeží slonoviny, Senegalu a Tunisku
- Sebastian Kawa (* 1972) – kluzákový pilot, vícenásobný mistr světa
- Jan Kopiec (* 1947) – římskokatolický duchovní a církevní historik, biskup hlivický od roku 2012
- Joachim Kroll (1933–1991) – sériový vrah, pedofil a kanibal přezdívaný Duisburský lidožrout
- Fritz Laband (1925–1982) – fotbalista, hráč západoněmecké reprezentace na Mistrovství světa 1954
- Czesław Mozil (* 1979) – akordeonista a zpěvák
- Grzegorz Panfil (* 1988) – tenista
- Heinz Tobolla (1925–2013) – sochař, nejvíce jeho děl se nachází v Cáchách
- Wojtek Wolski (* 1986) – lední hokejista, hráč HC Oceláři Třinec (od 2019) a kanadské reprezentace (od 2017)
- Krystian Zimerman (* 1956) – klavírista spolupracující mj. s Berlínskými filharmoniky a London Symphony Orchestra
- Ve městě žili manželé Bröskeovi od roku 1898 do své smrti. Oba byli významní horolezci.[24] Maxmilian Bröske (1869-1939) pracoval jako ředitel jatek. Katherine Bröske (1870-1929) byla profesionální horolezkyní.

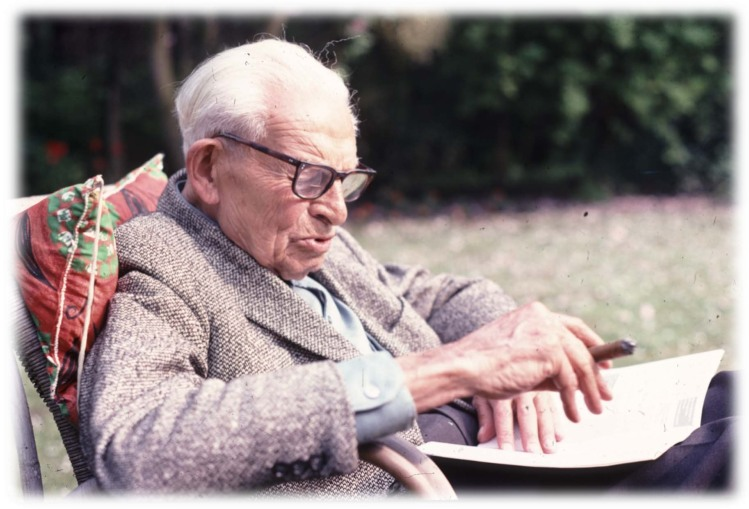
Curt Eisner
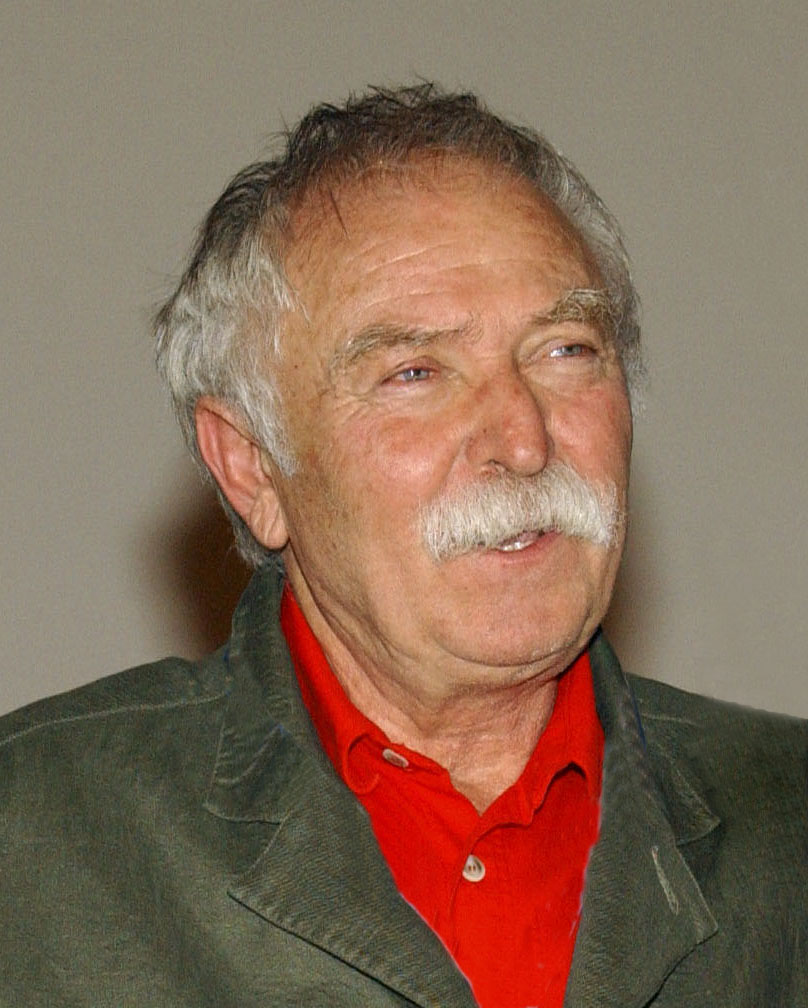
Janosch
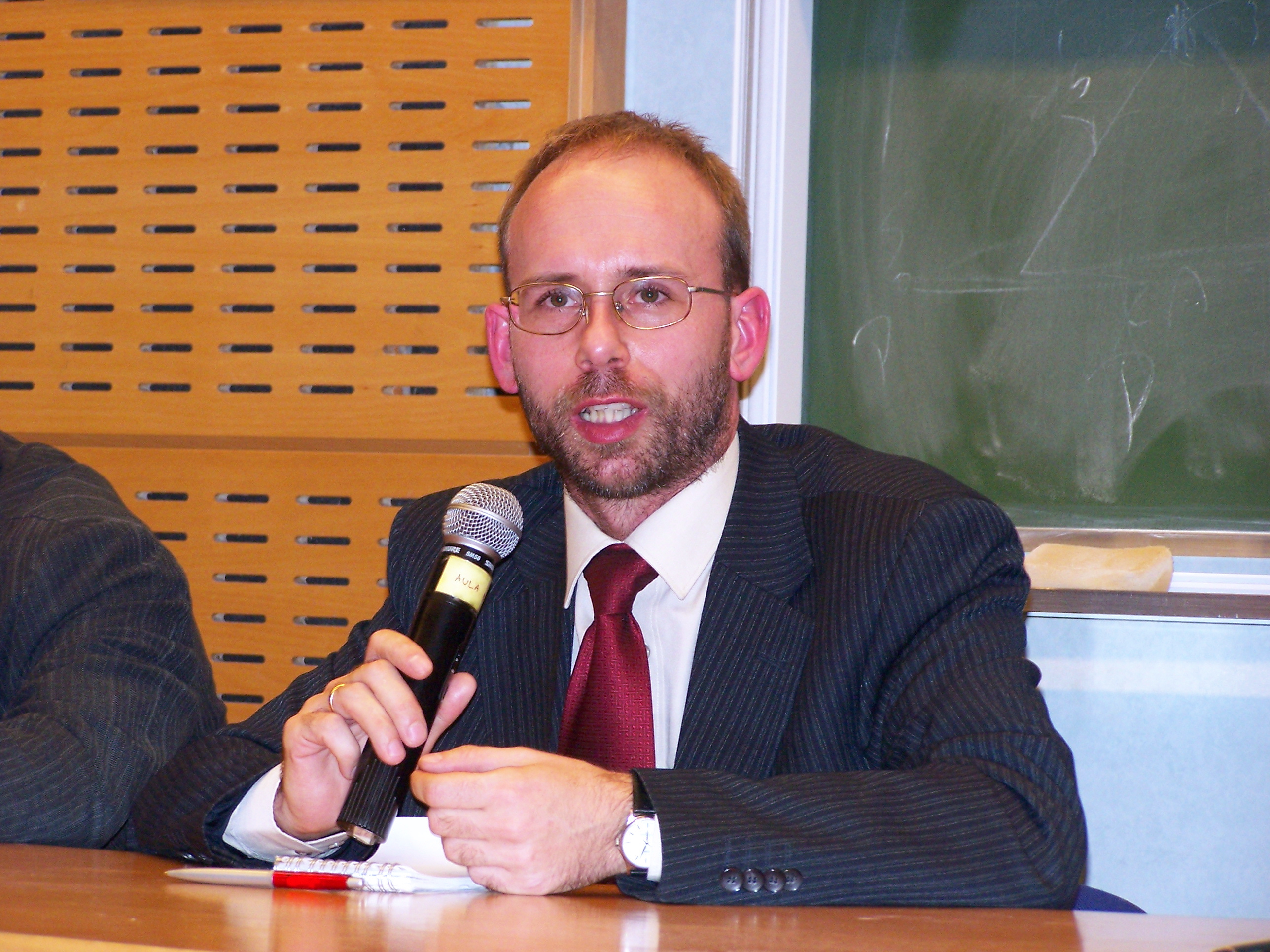
Jerzy Gorzelik
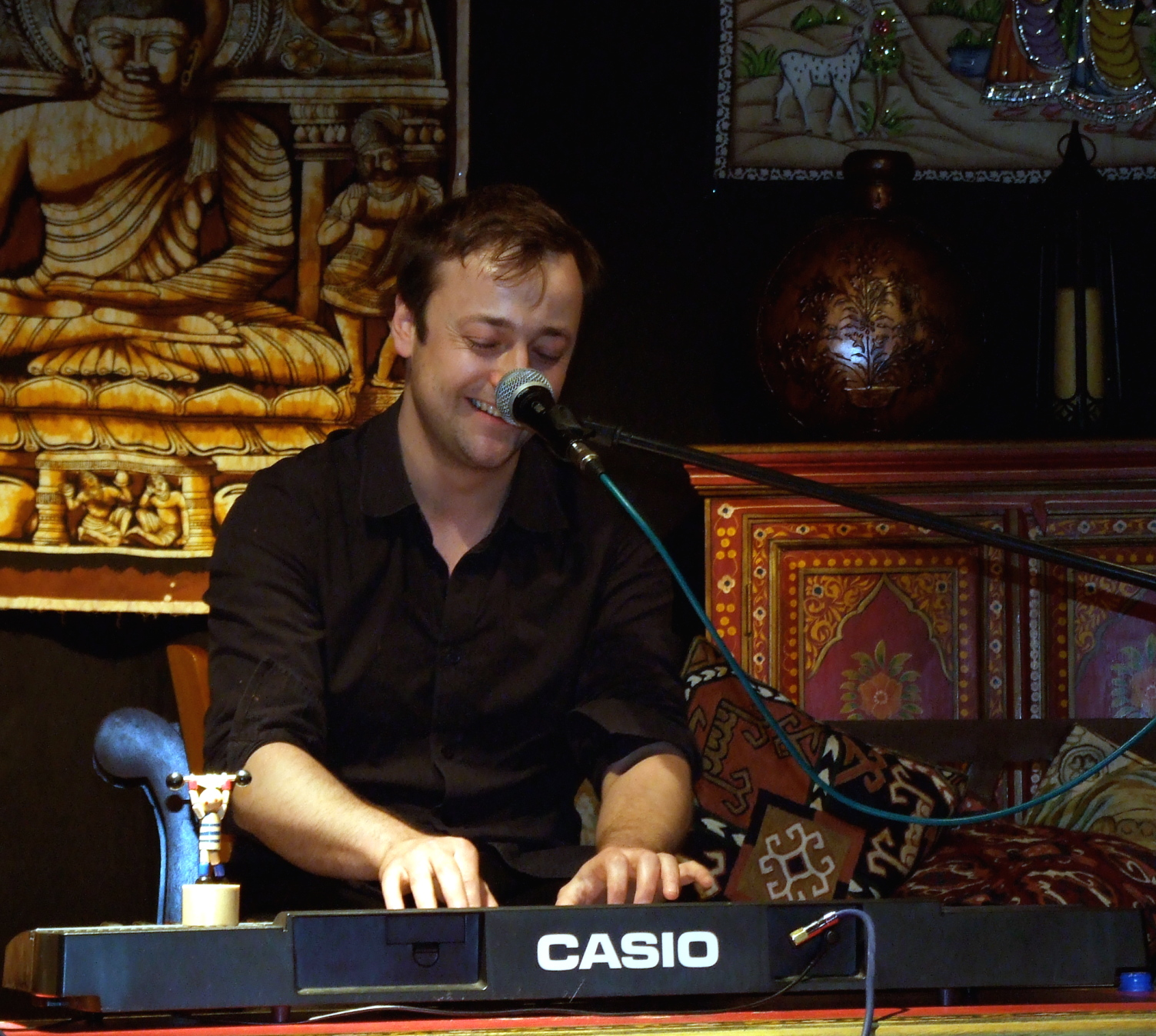
Czesław Mozil
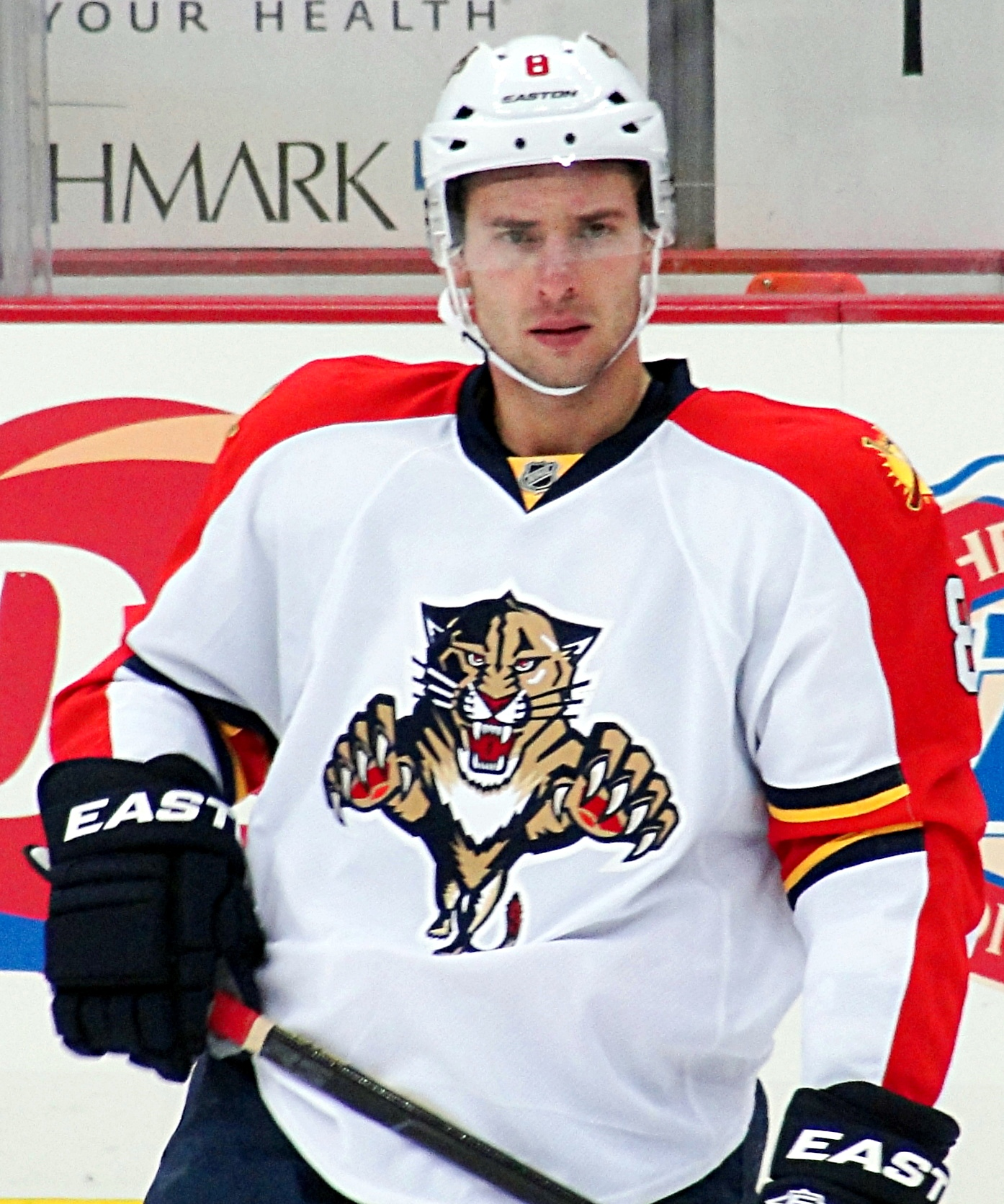
Wojtek Wolski
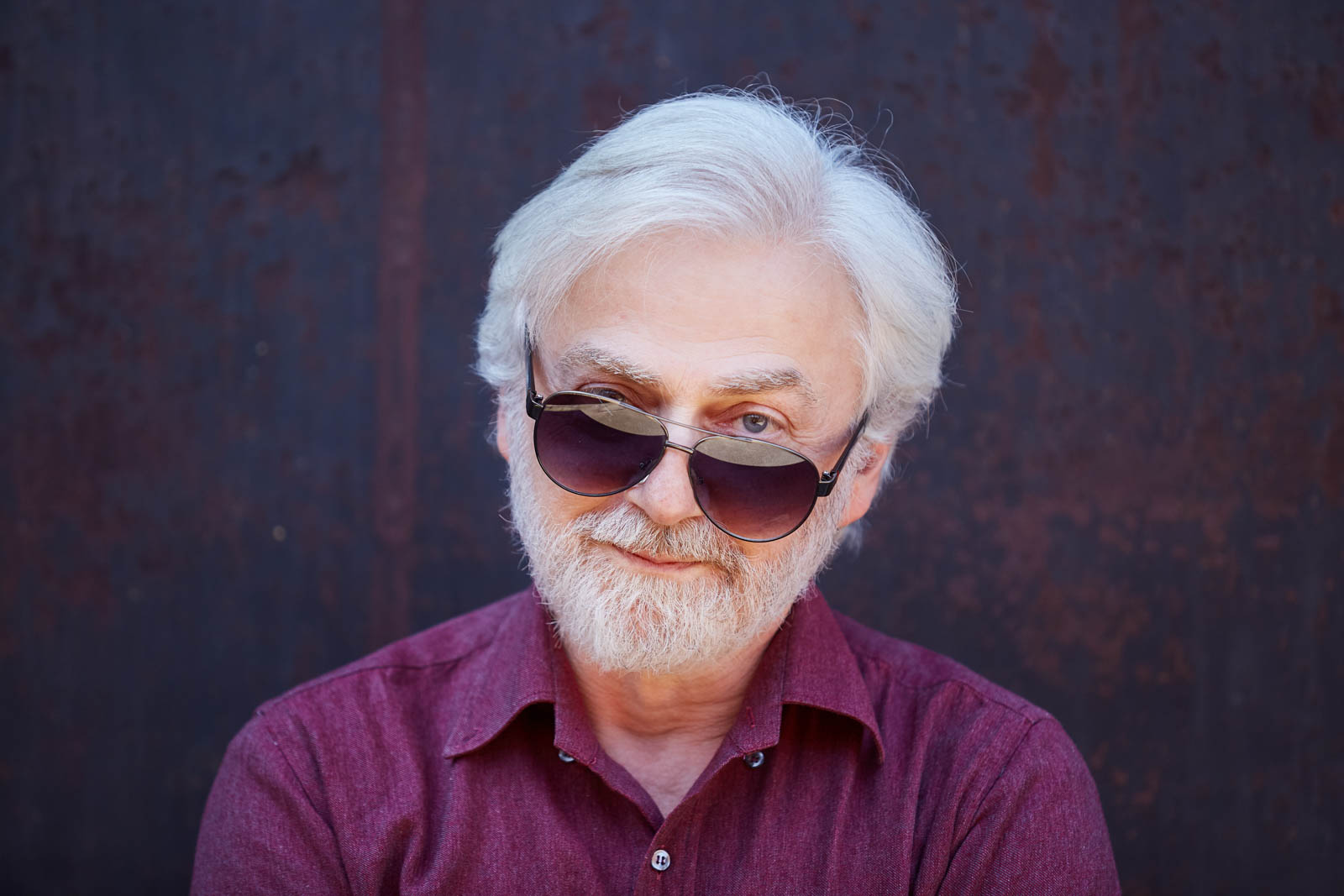
Krystian Zimerman

## Partnerská města
- Essen (Německo, spolková země Severní Porýní-Vestfálsko)
- Kaliningrad (Rusko, Kaliningradská oblast)
- Lund (Švédsko, kraj Skåne)
- Rotherham (Velká Británie, hrabství Jižní Yorkshire)
- Rovereto (Itálie, provincie Tridentsko)
- Rovno (Ukrajina, Rovenská oblast)
- Sangerhausen (Německo, spolková země Sasko-Anhaltsko)
- Seclin (Francie, region Hauts-de-France)
- Trnava (Slovensko, Trnavský kraj)
- Zahlé (Libanon, provincie Bikáa)